# Sufata
Sufata – narzędzie rybackie wykonane z sieciowej tkaniny rozpiętej między trzonkami, służące do odłowu ryb ze stawów.